# Budova Umělecké besedy slovenské
Budova Umělecké besedy slovenské stojící v Bratislavě na ulici Dostojevského rad 2 byla postavena v letech 1924-1926 pro účely spolku Umělecké besedy slovenské. Architekty stavby byli Alois Balan a Jiří Grossmann.

## Charakteristika
Umělecká beseda slovenská je název spolku, který byl založen v roce 1921, aby sdružoval všechny umělecké obory. Stejnojmenný pavilon, sloužící jako výstavní a klubový objekt postavila dvojice mladých architektů Alois Balan a Jiří Grossman na pozemku v blízkosti Dunaje. Objekt spadá do přelomového období jejich tvorby. Přibližně od roku 1925 můžeme sledovat odklon od dekorativizmu a stále větší vliv funkcionalistických tendencí v tvorbě této dvojice.

## Význam budovy
Zmíněná budova Umělecké besedy slovenské na Dostojevského radu je významná z hlediska funkčního ale i konceptuálního. Potřeba typu takové stavby reflektovala nové potřeby v oblasti reprezentace a sdružování umělců. Koncepce celé budovy je založena na odlišném principu než doposud realizované projekty této dvojice architektů. Upuštění od ornamentu, pozvednutí formy ale i materiálu, to jsou znaky nové, moderní architektury. V tomto novém výtvarném programu je koncipován i pavilon Umělecké besedy slovenské. Pavilon je postaven na místě, které bylo před regulací řeky Dunaj často zaplavováno, proto dalo město pozemek spolku zdarma. K pozemku patří i velká zahrada, která se po čase stala populární jako Zahrada umělců.

## Vnitřní uspořádání budovy
Budova Umělecké besedy je třípodlažní, částečně podsklepená. Hlavní vstup do objektu je ze Šafárikova náměstí přes předložené schodiště, vystupující z hmoty budovy. Vede přímo do prostorné haly, sloužící jako shromažďovací prostor, ale i na menší výstavy. Přízemí sestává ze dvou výstavních síní. Velká síň byla přednostně koncipována na výstavy obrazů a malá, takzvaný "kamenný sál" na výstavy soch. Obě jsou prosvětlené shora. V polozapuštěném suterénu se nacházely pomocné provozy jako obslužné prostory, sklady, archiv, ale i menší zasedací síň. Na prvním nadzemním podlaží jsou prostory klubu, přístupné samostatným bočním vstupem a na druhém velká zasedací síň s prostornou terasou.

## Architektonický výraz
Architektonický výraz této stavby je postaven na jednoduchosti řazení krychlových hmot, charakteristické barevnosti přírodních materiálů a jejich kontrastu s jinými materiály. Tento výraz si Umělecká beseda zachovala dodnes. Hmotová diferenciace je podtržena barevným kontrastem bílých hladkých ploch a červeného režného zdiva. Znaky funkcionalistické architektury jsou umocněny pravidelně členěnými okny, ale především hlavním dvoupodlažním kubusem, nad vstupem do něhož citlivě přesahuje výstavní část s světlíky, s pravidelným rastrem prosvětlujících střešních oken.

## Konstrukční řešení
Konstrukčně je stavba řešena jako kombinace železobetonového skeletu a zdiva. Skelet výstavních síní má ve velké síni rozpon 9 m a 7,5 m v malé síni. Zastřešené jsou rámovou konstrukcí stropu. Společenská část je z cihelného zdiva. Celá stavba je založena na betonových pásech.